# Epulaega nodosa
Epulaega nodosa là một loài chân đều trong họ Aegidae. Loài này được Schioedte & Meinert miêu tả khoa học năm 1879.